# 邦芬 (羅賴馬州)
3°21′36″N 59°49′58″W / 3.36000°N 59.83278°W

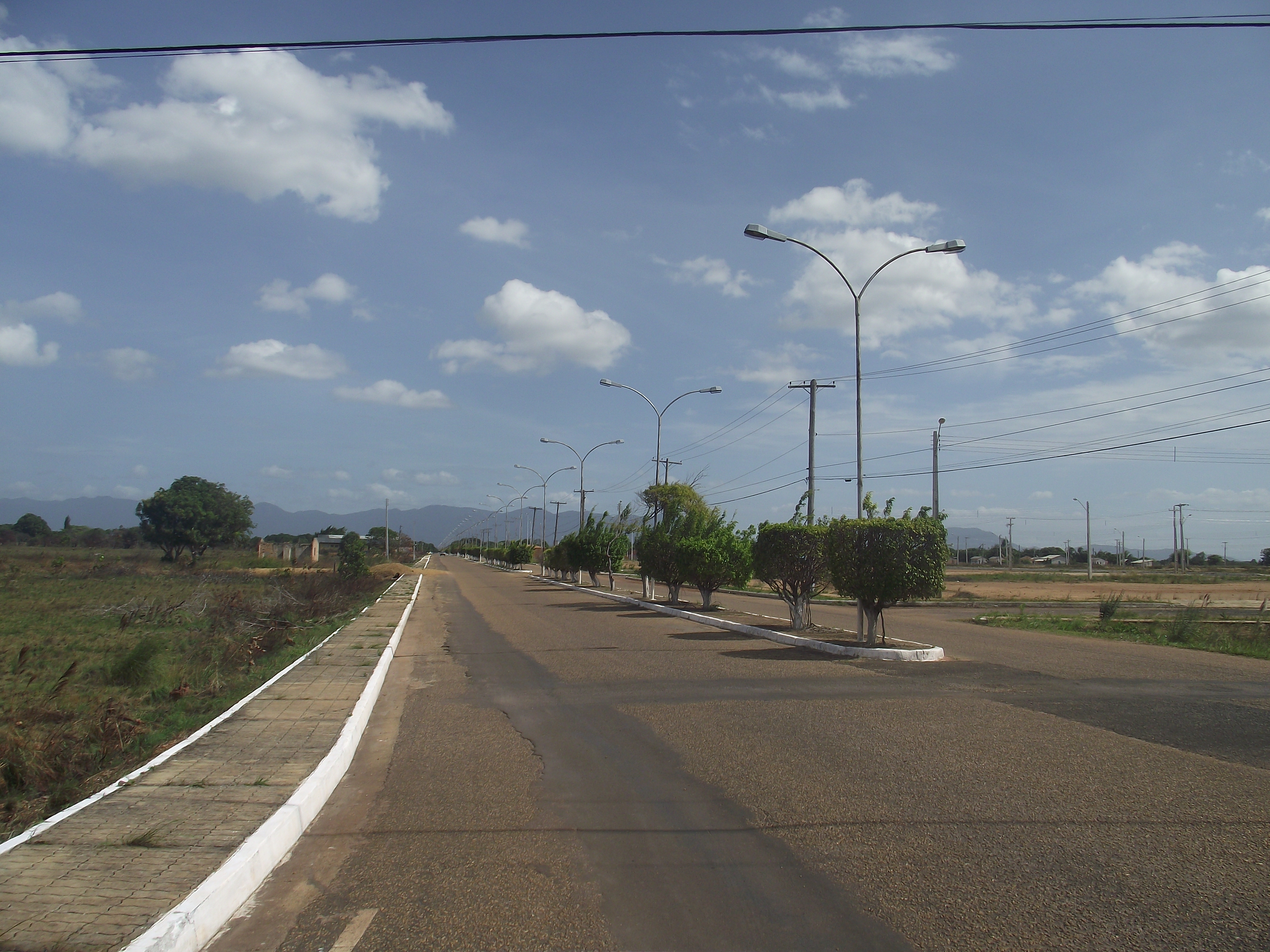
邦芬

邦芬（葡萄牙語：Bonfim），是巴西的城鎮，位於該國北部，由羅賴馬州負責管轄，始建於1982年7月1日，面積8,095平方公里，海拔高度92米，2013年人口11,525，人口密度每平方公里1.42人。